# トガニタン
トガニタンは、朝鮮料理の一つで、牛の膝蓋骨とその付近の肉を煮込んで作るスープ料理の名称。「トガニ」は牛の膝蓋骨とその付近の肉を指し、「タン」は韓国におけるスープ料理の総称である。味付けはニンニクや生姜、塩、胡椒などで行ない、食べる際に好みで更に塩を加える。トガニの部分を食べる際は酢醤油をつけて食べる。ソルロンタンやコムタンなどのスープ料理専門店で一緒に提供され、一般食堂のメニューに載る事は稀である。